# Zasłonak trzęsawiskowy

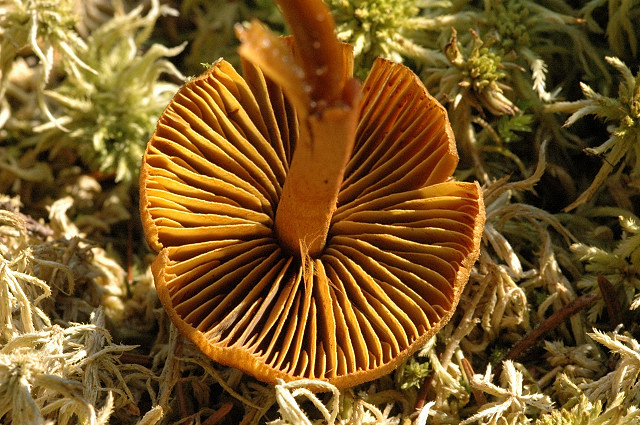

Zasłonak trzęsawiskowy (Cortinarius chrysolitus Kauffman) – gatunek grzybów należący do rodziny zasłonakowatych (Cortinariaceae).

## Systematyka i nazewnictwo
Pozycja w klasyfikacji według Index Fungorum: Cortinarius, Cortinariaceae, Agaricales, Agaricomycetidae, Agaricomycetes, Agaricomycotina, Basidiomycota, Fungi.
Opisał go w 1915 r. Calvin Henry Kauffman w torfowcach pod jodłą Abies balsamifera w Nowym Jorku. Synonimy:

- Cortinarius chrysolitus var. huronensis (Ammirati & A.H. Sm.) Gminder 2010
- Cortinarius huronensis Ammirati & A.H. Sm. 1972
- Cortinarius huronensis var. olivaceus Ammirati & A.H. Sm. 1972
- Cortinarius palustris M.M. Moser 1953
- Cortinarius palustris M.M. Moser ex Nezdojm. 1980
- Cortinarius palustris var. huronensis (Ammirati & A.H. Sm.) Høil. 1984
- Dermocybe chrysolita (Kauffman) Ammirati 1988
- Dermocybe huronensis (Ammirati & A.H. Sm.) Ammirati 1988
- Dermocybe huronensis var. olivacea (Ammirati & A.H. Sm.) Ammirati 1988
- Dermocybe palustris M.M. Moser 1967
- Hydrocybe palustris M.M. Moser 1953

Polską nazwę zaproponował Władysław Wojewoda w 2003 r. dla synonimu Cortinarius huronensis Ammirati.

## Morfologia
Kapelusz
Średnica 2–5 cm, początkowo półkulisty z podwiniętym brzegiem, później wypukły, w końcu płaski, czasem płytko wklęsły, zwykle z szerokim garbem. Powierzchnia w młodości oliwkowożółta, później od środka rdzawa, drobno filcowana. Zasnówka cytrynowo żółta, czasem biaława.
Blaszki
Początkowo jasnooliwkowe, czasem z jaśniejszym białawym lub szaroniebieskim ostrzem, później rdzawobrązowe od zarodników.
Trzon
Wysokość 4–10 cm, grubość 0,3–0,8 cm, cylindryczny. Powierzchnia żółto-oliwkowa z rdzawymi włóknami osłony. Podstawa z filcowatą, białawą, czasami z niebiesko-szarym odcieniem w młodych owocnikach.
Miąższ
Miąższ żółto-oliwkowy o lekko rzodkiewkowym zapachu i łagodnym smaku.
Cechy mikroskopowe
Zarodniki elipsoidalne, 8–11 (13) × 5–7 µm, umiarkowanie brodawkowate.

## Występowanie i siedlisko
Znane jest występowanie Cortinatius chrysolitus w większości krajów Europy, w USA, Kanadzie i Rosji. W Polsce do 2003 r. podano jedno tylko stanowisko (W. Wojewoda na Kotlinie Orawskiej). Według W. Wojewody rozprzestrzenienie tego gatunku i stopień zagrożenia w Polsce nie są znane.
Naziemny grzyb mykoryzowy. Na stanowisku w Polsce rósł na torfowisku wśród mchów torfowców. Według źródeł czeskich rośnie pod świerkami, sosnami i brzozami, być może nawet wierzbami. Owocniki zazwyczaj od lipca do października.